# Sullivan County, Indiana
Sullivan County är ett administrativt område i delstaten Indiana, USA, med 21 475 invånare (2010). Den administrativa huvudorten (county seat) är Sullivan.

## Geografi
Enligt United States Census Bureau har countyt en total area på 1 176 km². 1 158 km² av den arean är land och 18 km² är vatten.

### Angränsande countyn
- Vigo County - norr
- Clay County - nordost
- Greene County - öst
- Knox County - söder
- Crawford County, Illinois - väst
- Clark County, Illinois - nordväst